# Frederik XII van Hohenzollern
Frederik XII van Hohenzollern bijgenaamd de Oettinger (overleden in 1443) was van 1401 tot aan zijn dood graaf van Hohenzollern. Hij behoorde tot het huis Hohenzollern.

## Levensloop
Frederik XII was de oudste zoon van graaf Frederik XI van Hohenzollern en Adelheid van Fürstenberg-Zindelstein. Toen hij in 1401 samen met zijn broer Eitel Frederik I aan de macht kwam, was de Zwabische linie van het huis Hohenzollern door liniescheidingen, gebiedsopdelingen en het verkopen van gebieden sterk verzwakt. Toen Frederik XII en Eitel Frederik I in 1402 een nieuwe gebiedsverdeling uitvoerden, werd deze problematiek nog meer versterkt. 
Frederik en zijn broer Eitel Frederik behielden de Burg Hohenzollern, de stad Hechingen en een molen als gemeenschappelijk bezit. Het kwam echter tot een strijd tussen beide broers over deze gemeenschappelijke bezittingen en ook de financiële situatie in hun gebieden was erg slecht. De verkoop van gebieden aan het graafschap Württemberg brachten geen enkele economische verbetering. Het graafschap Württemberg was een grote machtsconcurrent voor het graafschap Hohenzollern en Frederik probeerde de zelfstandigheid van het graafschap te bewaren.
Het conflict tussen Frederik en Eitel Frederik escaleerde toen Frederik XII in 1422 de rijksstad Rottweil bij de vete betrok. Eitel Frederik sloot daarop een alliantie met de Zwabische Stadsbond en het graafschap Württemberg en belegerde zestien maanden lang de Burg Hohenzollern die door Frederik XII werd beheerd. In 1423 bemachtigde hij de burcht. Als straf voor het conflict tussen de twee broers liet keizer Sigismund de Burg Hohenzollern slopen en kregen ze geen toestemming meer om de burcht herop te bouwen. 
In 1418 werd Frederik XII door het keizerlijk gerechtshof onder de rijksban geplaatst, waardoor hij zijn gebieden ontvluchtte. In een verklaring die in 1418 was uitgevaardigd stond namelijk dat de bezittingen van de broers volledig aan Eitel Frederik toekwamen, wat Frederik weigerde uit te voeren. In 1423 kwamen de bezittingen van het huis Hohenzollern in het bezit van het graafschap Württemberg. In 1426 verzoenden Frederik XII en Eitel Frederik zich, wat zeer tegen de zin van Württemberg was. Hierdoor werd Frederik XII van 1428/1429 tot 1440 in Württembergse gevangenschap gehouden en lag de regering over de gebieden van de Zwabische linie van het huis Hohenzollern enkel in de handen van zijn broer Eitel Frederik. In 1439 stierf Eitel Frederik. Na zijn vrijlating in 1440 werd Frederik XII in de regering van het graafschap Hohenzollern opgenomen, in gezamenlijke regering met zijn neef Justus Nicolaas I.
In 1407 huwde Frederik XII met gravin Anna van Sulz. Het huwelijk bleef kinderloos en in 1443 stierf Frederik tijdens een pelgrimstocht naar Palestina. Zijn weduwe moest zich wegens financiële problemen tot het graafschap Württemberg wenden, dat de meeste voormalige bezittingen van de Zwabische linie van het huis Hohenzollern bezat. In die tijd was de financiële situatie van deze linie zeer slecht.